# Орден рада (Црна Гора)
Орден рада је одликовање Црне Горе. Орден је установљен 5. маја 2005. године доношењем Закона о државним одликовањима и признањима. Додјељује га предсједник Црне Горе. Орден рада се додјељује за нарочите заслуге у привреди и у осталим дјелатностима и за рад од изузетног значаја за напредак и развој Црне Горе. Носи се на лијевој страни груди.

## Изглед ордена
У централном дијелу, по вертикланој оси, постављена је стилизована фигура човјека ствараоца и спојена са зупчастом кружном формом, која се налази на ободу површи. Са десне стране фигуре налази се пет стилизованих форми у покрету као извор енергије која је приказана лијево од фигуре..